# Сталкинг (преследование)
Ста́лкинг (от англ. stalking — преследование) — нежелательное навязчивое внимание к одному человеку со стороны другого человека или группы людей. Сталкинг является формой домогательства и запугивания; как правило, выражается в преследовании жертвы, слежении за ней.
Типичное поведение сталкеров включает постоянные телефонные звонки и оскорбления по телефону, посылку нежелательных подарков, выслеживание и шпионаж, нежелательную электронную почту и другие виды оскорблений по Интернету, а также угрозы или запугивающие действия.

## Статистика
Сталкингу могут подвергаться как женщины, так и мужчины. Однако по данным исследований, мужчины составляют 83 % сталкеров, а женщины — около двух третей жертв сталкинга. Около 50 % сталкеров — бывшие партнёры, которые начинают преследование после расставания или развода.
По данным исследования 2010 года, в США сталкингу подвергались каждая 4-я женщина и каждый 13-й мужчина.

## Психология и поведение сталкеров
Хотя сами сталкеры часто утверждают, что их действия продиктованы влечением, любовью или ревностью, по данным психологов, подлинной мотивацией сталкеров является стремление установить контроль над жертвой. Поведение сталкеров, как правило, носит циклический характер и в этом сходно с домашним насилием: начиная с попыток «доказать свою любовь», посылая жертве письма, цветы или подарки, сталкер затем переходит к оскорблениям и угрозам, которые, в конце концов, может привести в исполнение.

## Последствия для жертв сталкинга
По данным опросов, в результате сталкинга жертвы переживают страх и тревогу, начинают страдать паническими атаками, ночными кошмарами, бессонницей, депрессиями. Жертвы также могут нести экономические потери, связанные со снижением трудоспособности, вынужденной покупкой товаров для самозащиты, вынужденной сменой места работы или даже места жительства.
В случае сталкинга со стороны бывшего партнёра преследование нередко сопровождается физическим насилием, в том числе вплоть до убийства жертвы. По данным Национального опроса по насилию над женщинами, проведённого в США в 1998 году, три четверти пострадавших женщин, которых преследовали их интимные партнёры, также подвергались физическому насилию со стороны партнёра. По данным другого исследования, 76 % женщин, которые были убиты партнёром или бывшим партнёром, подвергались преследованию со стороны своих убийц в течение 12 месяцев перед убийством.

## Законодательство
Во многих странах мира сталкинг является преступлением. Тем не менее отдельные действия и тактики, применяемые сталкерами, могут быть законными — например, сбор информации, телефонные звонки, подарки, отправка писем, электронных или мгновенных сообщений. Незаконными эти действия начинают считаться, когда они нарушают законодательное определение домогательства. Например, по законам Великобритании, для квалификации поведения как сталкинга достаточно двух инцидентов при условии, что сталкеру известно о нежелательности его действий: это могут быть два телефонных звонка незнакомому человеку, два подарка, один случай физического следования за жертвой и один телефонный звонок и тому подобное.
В российском Уголовном кодексе такой вид преступления, как сталкинг, отсутствует. В отдельных случаях могут использоваться различные статьи Уголовного кодекса, которые напрямую инкриминируют преследователю определённые нарушения, например ст. 137 «Нарушение неприкосновенности частной жизни», ст. 138 «Нарушение тайны переписки, телефонных переговоров, почтовых, телеграфных и иных сообщений граждан» или ст. 139 «Нарушение неприкосновенности жилища».
Введение в российское законодательство понятия «навязчивое преследование» лоббирует партия Новые люди.

## В культуре
- Сериал «Оленёнок» — британский мини-сериал, адаптация одноимённого автобиографического моноспектакля Ричарда Гэдда о сталкинге.